# Carlos Alberto Rodríguez
Pour les articles homonymes, voir Carlos Rodríguez et Rodríguez.
Carlos Alberto Rodríguez, né le 3 janvier 1997 à San Nicolás de los Garza au Mexique, est un footballeur international mexicain qui évolue au poste de milieu de terrain à Cruz Azul.

## Biographie

### Carrière en club
Né à San Nicolás de los Garza dans l'état de Nuevo León au Mexique, Carlos Alberto Rodríguez est formé par le CF Monterrey, club de sa région. Il fait sa première apparition en professionnel le 29 septembre 2016, lors d'une rencontre de Ligue des champions de la CONCACAF face au Don Bosco FC. Ce jour-là son équipe s'impose par trois buts à zéro.
Lors de la saison 2017-2018 il est prêté au CD Toledo, en Espagne.
Il est ensuite de retour dans son club formateur et fait ses débuts en championnat le 21 octobre 2018 lors de la victoire de Monterrey face au Deportivo Toluca.
En 2019 il remporte avec le CF Monterrey la Ligue des champions de la CONCACAF, où il figure dans l'équipe type du tournoi.
Le 6 janvier 2022, Carlos Alberto Rodríguez s'engage en faveur de Cruz Azul. Il signe un contrat courant jusqu'en décembre 2025.
Il se fait remarquer dès sa première apparition pour le club, le 9 janvier 2022, en marquant également son premier but, contre le Club Tijuana, en championnat. Titulaire, il ouvre le score et participe à la victoire des siens (2-0 score final).

### En sélection
Carlos Alberto Rodríguez honore sa première sélection avec l'équipe nationale du Mexique le 23 mars 2019, contre le Chili. Pour cette rencontre, il est titularisé au poste de milieu central, et le Mexique s'impose par trois buts à un. Il est sélectionné avec le Mexique pour participer à la Gold Cup en 2019. Lors de ce tournoi il joue six matchs dont la finale remportée par les Mexicains face aux États-Unis.
Le 14 novembre 2022, il est sélectionné par Gerardo Martino pour participer à la Coupe du monde 2022.

## Palmarès

### En club
CF Monterrey
- Champion du Mexique
  - 2019
- Ligue des champions de la CONCACAF
  - 2019

### En sélection
Mexique
- Vainqueur de la Gold Cup
  - 2019 et 2023